# يانغ زهي
يانغ زهي (بالصينية: 杨智)؛ مواليد 15 يناير 1983 في قوانتشو، غوانغدونغ، الصين، هو لاعب كرة قدم صيني يلعب لنادي بكين غوان ومنتخب الصين لكرة القدم كحارس مرمى.

## روابط خارجية
- يانغ زهي على موقع قاعدة بيانات كرة القدم.إي يو (الإنجليزية)
- يانغ زهي على موقع ناشيونال فوتبول تيمز (الإنجليزية)
- يانغ زهي على موقع Soccerway.com (الإنجليزية)
- يانغ زهي على موقع كووورة
- يانغ زهي على موقع اللجنة الأولمبية الصينية (الإنجليزية)